# 요기니

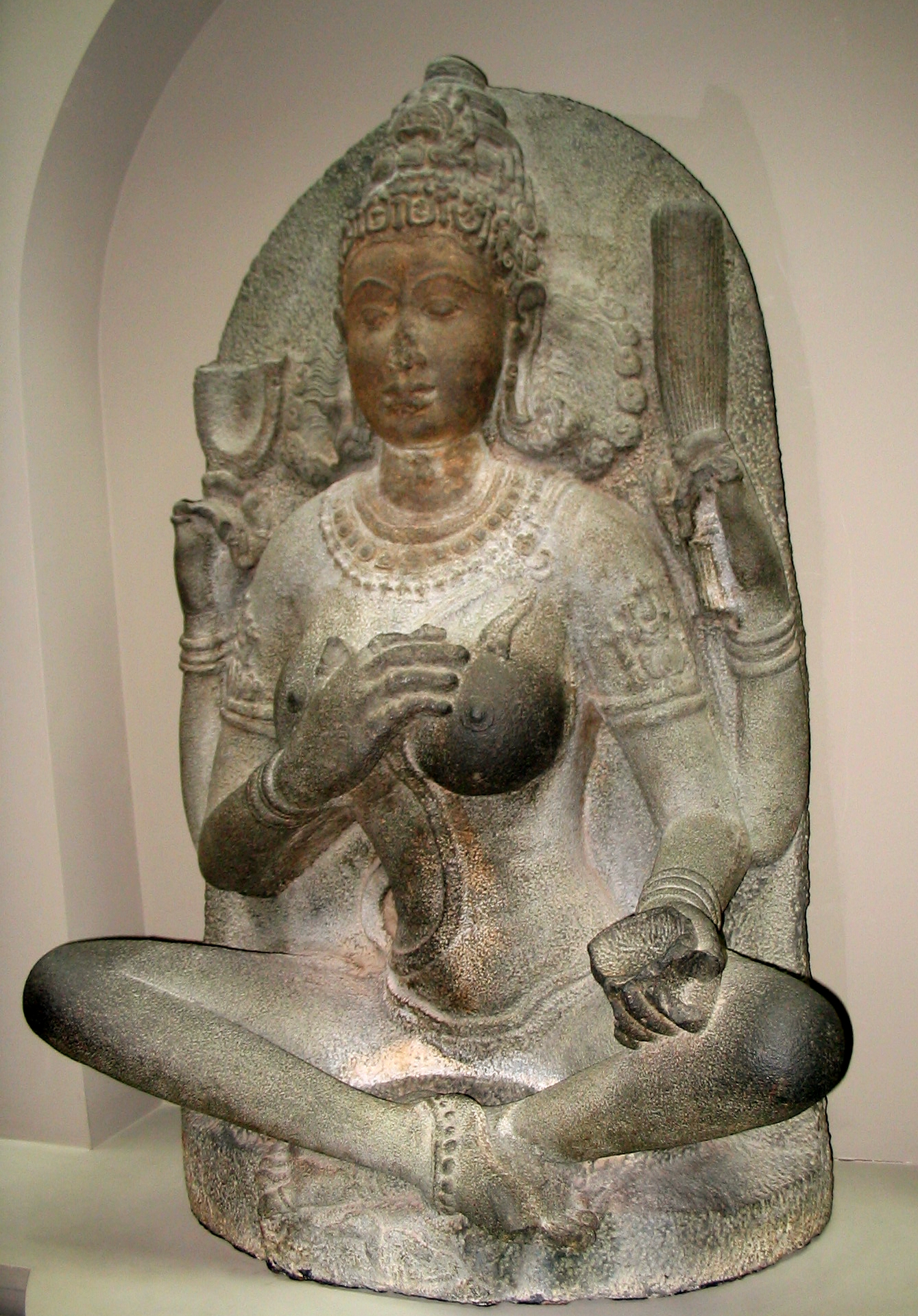
요기니, 10세기 촐라 왕조, 인도 타밀나두주, 스미소니언 협회

요기니(산스크리트어: योगिनी)는 탄트라와 요가의 여성 수행자이자 인도 아대륙, 동남아시아 및 티베트의 여성 힌두교 또는 불교 영적 교사에 대한 공식적인 경칭이다. 이 용어는 남성 요기의 여성 산스크리트어 단어인 반면 "요긴"이라는 용어는 중립적, 남성적, 여성적 의미로 사용된다.
어떤 맥락에서 요기니는 파르바티의 한 측면으로 화신된 신성한 여성의 힘을 의미하며 인도의 요기니 사원들에서는 64 요기니들로 존경받는다.